# 토마토 퓌레

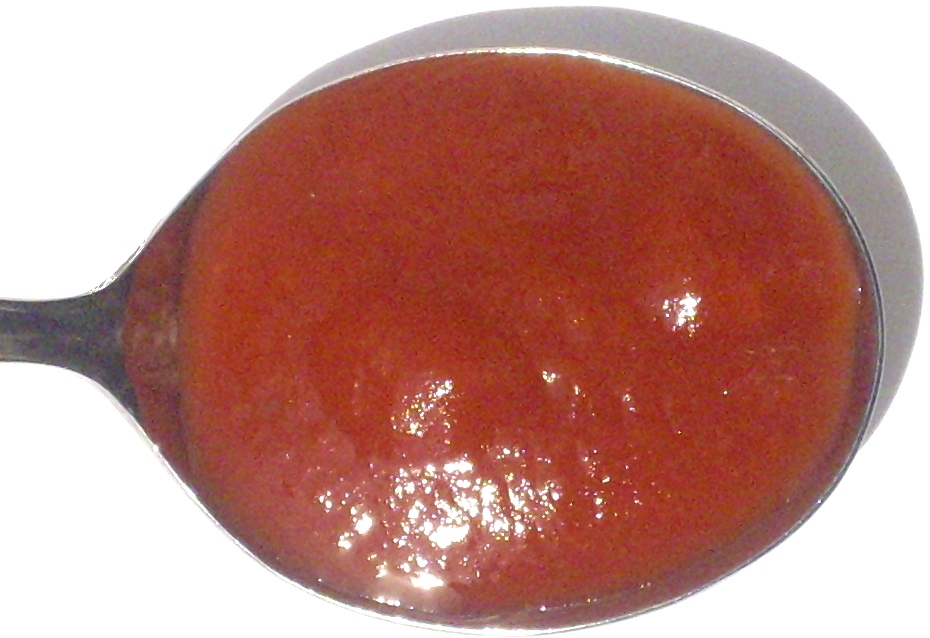
토마토 퓌레

토마토 퓌레(Tomato purée)는 토마토의 순수한 즙만을 갈아 만든 조미료이다.
토마토 페이스트, 토마토 퓌레, 토마토 소스의 차이점은 일관성이다. 토마토 퓌레는 소스보다 농도가 진하고 향이 더 깊다.

## 같이 보기
- 케첩
- 토마토 소스
- 토마토 페이스트